# Amplificator

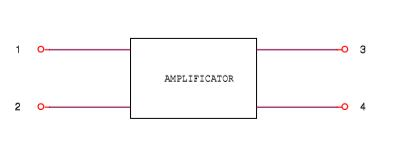
Schema electrică a unui amplicator

Amplificatorul este un circuit electronic, simplu sau complex, care primește la intrare un semnal de putere electrică și variație în timp și are la ieșire un semnal de aceeași formă de variație, defazat sau nu față de semnalul de intrare dar de putere.
Amplificatorul de putere este un aparat electronic de amplificare a semnalului furnizat de preamplificator. Amplificatorul stereofonic este un ansamblu constituit din două sau mai multe amplificatoiare, folosit pentru transmisie stereofonică a sunetului.
Se deosebesc:
- amplificatoare de tensiune, la care atât mărimile de intrare cât și cele de ieșire sunt tensiuni
- amplificatoare de curent, la care atât mărimile de intrare cât și cele de ieșire sunt curenți
- amplificatoare de transimpendanță, la care mărimea de intrare este curent iar cea de ieșire este tensiune
- amplificatoare de transadmitanță, la care mărimea de intrare este tensiune iar cea de ieșire este curent

## Clasificare
După domeniul de frecvență în care lucreaza amplificatorul:
- Amplificatoare de audiofrecvență – f= 16 Hz…20 kHz
- Amplificatoare de curent continuu – de la f= 0 Hz
- Amplificatoare de videofrecvență – fmin= cativa Hz la fmax= pana la 10 MHz
- Amplificatoare de radiofrecvență – zeci de MHz

După mărimea semnalului aplicat la intrare
- Amplificatoare de semnal mic
- Amplificatoare de semnal mare(amplificatoare de putere)

După tipul cuplajului intre etaje
- Amplificatoare cu cuplaj direct (galvanic)
- Amplificatoare cu cuplaj RC
- Amplificatoare cu cuplaj prin transformator

După regimul de funcționare al tranzistorului
- amplificatoare în clasa A
- amplificatoare în clasa B
- amplificatoare în clasa AB
- amplificatoare în clasa C

### Amplificator în clasa A

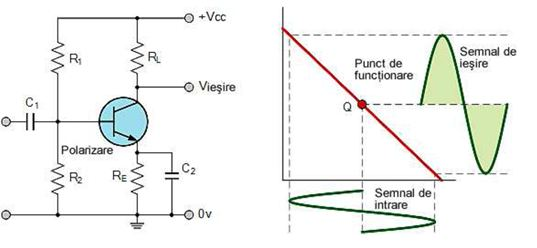
Schemă electrică și reprezentare grafică a unui amplificator în clasa A

Amplificatoarele din Clasa A sunt cele mai utilizate amplificatoare datorită simplității schemei. Acestea folosesc un tranzistor (bipolar, FET, etc) conectat într-o configurație emitor comun pentru ambele semialternanțe ale semnalului, prin tranzistor trecând permanent un curent chiar dacă acesta nu primește nici un semnal pe bază. 
Pentru realizarea acestui lucru, este nevoie de o tensiune de polarizare în curent continuu suficient de mare pentru funcționarea tranzistorului între zona de blocare și cea de saturație. În acest fel, semnalul de intrare în curent alternativ va fi perfect „centrat” între limita superioară și cea inferioară a nivelului de semnal al amplificatorului.

### Amplificator în clasa B

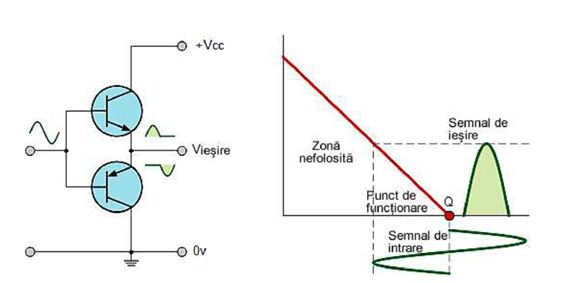
Schemă electrică și reprezentare grafică a unui amplificator în clasa B

Amplificatoarele clasa B au apărut ca o soluție pentru creșterea randamentului și problemelor cauzate de încălzirea tranzistorilor la amplificatorul clasa A. Un amplificator de clasa B utilizează două tranzistoare complementare, bipolare sau FET, pentru fiecare semiperioadă, configurate într-un aranjament de tip push-pull, astfel încât fiecare tranzistor amplifică doar jumătate din semnalul de ieșire. Amplificatorul de acest tip, cu conexiune push-pull, este mult mai eficient decât cel din clasa A, cu randament de 50%. Problema amplificatorului în clasa B este că apar distorsiuni la punctul de trecere prin zero al semnalului ca urmare a unei zone moarte, unde tensiunile de intrare variază de la -0,7V la 0,7 pe bazele tranzistorilor unde ambii tranzistori sunt blocați, ei având nevoie de o tensiune minimă de 0,7V pentru a intra în conducție. Aceasta înseamnă că o parte a semnalului care se încadrează în această zonă de ±0,7 volți nu va fi reprodusă cu precizie și nu recomandă amplificatorul clasa B în aplicații de precizie.

### Amplificator în clasa AB

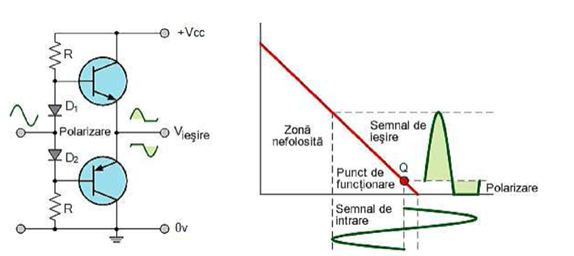
Schemă electrică și reprezentare grafică a unui amplificator în clasa AB

După cum sugerează și numele, amplificatorul clasă AB este o combinație între amplificatoarele de tip "clasa A" și "clasa B".
Amplificatoarele de clasa AB sunt undeva între clasa A și clasa B; tranzistorul conduce mai mult de 50% din timp, dar mai puțin de 100%.

### Amplificator în clasa C

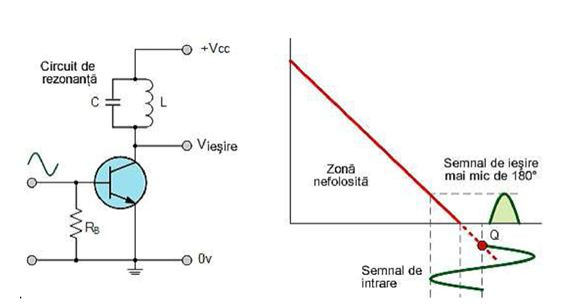
Schemă electrică și reprezentare grafică a unui amplificator în clasa C

Amplificatorul în clasa C are cel mai mare randament, însă are și cea mai mare neliniaritate din toate clasele de amplificatoare. Clasele anterioare, A, B și AB sunt considerate amplificatoare liniare, semnalele de ieșire având amplitudine și fază în relație liniară cu amplitudinea și faza semnalelor de la intrare.